# Pirrol
O pirrol ou pirrole, C4H5N, é, por definição, um composto orgânico heterocíclico aromático insaturado com anéis de 4 carbonos.

## Constituição
O pirrol é um composto orgânico (isto é, tem na sua constituição carbono e hidrogénio) constituído por 5 átomos de hidrogênio (H) e um de azoto (N) ligados a 4 átomos de carbono (C), formando um pentágono regular podendo ser considerado, por isso, uma molécula cíclica.
Devido à sua estrutura anelar e ao facto de possuir no anel um elemento diferente do carbono (sendo os mais comuns o oxigénio, enxofre ou azoto), o pirrol é um composto heterocíclico.
O pirrol é considerado um composto aromático, devido a possuir um híbrido de ressonância muito estável na sua cadeia carbonada, no entanto, um carbono é substituído por azoto. Tendo em conta a sua configuração eletrónica, ele faz parte dos hidrocarbonetos aromáticos visto que os elétrons que pertencem à segunda ligação são capazes de se mover por todo o anel. Por essa razão a fórmula estrutural do pirrol é geralmente representada por um círculo no interior do pentágono.

## Síntese
O pirrol é preparado a nível industrial mediante o tratamento do furano com amoníaco em presença de um catalisador sólido ácido.
Outra via sintética do pirrol envolve a descarboxilação do mucato de amônio, um sal de amônio do ácido múcico. Normalmente, o sal é aquecido em um aparelho de destilação com glicerol como solvente.

## Propriedades
Seu índice de refracção é 1,5082. [carece de fontes?]

## No Cotidiano
Na Natureza, o pirrol faz frequentemente parte de moléculas aromáticas mais complexas, como no caso da porfirina, da hemoglobina, da clorofila, da vitamina B12 e da nicotina dos cigarros. Por isso, é muito utilizado na indústria tabaqueira como um dos 599 aditivos aos cigarros.
O pirrol não tem uma aplicação comercial significativa, mas o N-metilpirrol é um precursor do ácido N-metilpirrolcarboxílico, o qual se usa como precursor na indústria farmacêutica.